# Froneri
Froneri, anciennement R&R Ice Cream et Nestlé Glaces, est une multinationale britannique spécialisée dans la fabrication de crèmes glacées, dont le siège se situe à Leeming Bar, dans le Yorkshire du Nord, en Angleterre. Il possède des licences, marques propres et marques de distributeur implanté dans une vingtaine de pays dans le monde.
Il s'agit du plus grand producteur de crème glacée en Europe en termes de volume, et du deuxième au monde, après Unilever. L'entreprise réalise un chiffre d'affaires de 750 millions de livres sterling et emploie 15 000 personnes. Le principal site de production est situé à Leeming Bar et emploie 665 personnes dans la plus grande usine de crème glacée d'Europe. Des sites de production plus petits sont situés à Skelmersdale et à Bodmin, en Cornouailles.
Le groupe est détenu à 50-50 par le fonds d'investissement français PAI Partners et le groupe agroalimentaire suisse Nestlé.

## Histoire

### 1985: fondation de Richmond Ice Cream
L'entreprise britannique est fondée sous le nom de Richmond Ice Cream en 1985, lorsque Jonathan Ropner, agriculteur de Bedale, au Royaume-Uni, rachète Cardosi, un fabricant de glaces de Thornaby. Cardosi possédait 40 000 livres sterling d'équipement de fabrication de crème glacée et s'était mis en vente. Jonathan Ropner demande alors à son ami James Lambert de diriger l'entreprise. James Lambert a affirmé que les deux hommes ne connaissaient « rien » à la fabrication des glaces. Au départ, l'entreprise ne compte que cinq employés.
En 1987, la première grande réussite de l'entreprise est l'obtention d'un contrat de fabrication de glace sous marque propre pour la chaîne de supermarchés Morrisons, qui comptait 44 magasins à l'époque. En 1994, l'entreprise rachète Windsor Creameries à Trevor Hemmings. En échange, Trevor Hemmings obtient une participation de 40 % dans Richmond.
En 1997, Richmond réalise une OPA inversée sur le fabricant britannique de sucettes glacées Treats Group, basé à Leeds et coté en bourse, ce qui lui permet de disposer du site de Cross Gates et de disposer d'une plus grande marge de manœuvre dans les négociations avec les supermarchés. Cette opération permet à la nouvelle entité d'être cotée en bourse. Allied Frozen Foods est rachetée à Associated British Foods en 2000. 
En 2001, Richmond rachète Lyons Maid, l'activité britannique déficitaire de Nestlé dans le domaine de la crème glacée.

### 2006: fusion avec Roncadin pour créer R&R Ice Cream
Le 5 mai 2006, Richmond Foods annonce son rachat par le fonds d'investissement américain Oaktree Capital Management, qui fusionne l'entreprise avec Roncadin, le plus grand fabricant allemand de glaces de marque propre afin d'en faire le plus grand fabricant de glaces d'Europe. La nouvelle entité adopte le nom R&R Ice Cream. 
En 2008, R&R Ice Cream rachète le producteur de glace de Cornouailles Kelly's, puis, en 2010, le groupe laitier français Rolland, basé à Plouédern, dans le Finistère. R&R Ice Cream y conservera son siège français. En 2011, R&R Ice Cream rachète le groupe français Pilpa, fabricant de glaces basé à Carcassonne et possédant les licences Disney et Oasis. L’usine ferme ses portes en 2013, les employés licenciés créeront une SCOP nommée La Fabrique du Sud.
R&R Ice Cream acquiert Frederick's Dairies pour 49 millions de livres sterling en avril 2013. Elle acquiert ainsi le contrôle des licences de production des glaces de marque Cadbury, Del Monte et Britvic. En août 2012, la société acquiert Eskigel pour 60,5 millions de livres sterling, un fabricant italien de crèmes glacées dont l'usine est située à Terni (Ombrie), à environ 65 miles au nord de Rome.

### 2013: rachat par le fonds d'investissement français Paribas Affaires Industrielles
En avril 2013, R&R Ice Cream est acquise par la société française PAI Partners, le fonds d'investissement de BNP Paribas, pour un montant de 715 millions de livres sterling. À la suite de cette opération, James Lambert passe du poste de directeur général à celui de président du conseil d'administration.

### 2016: fusion avec Nestlé Glaces pour devenir Froneri
En 2016, le fonds d'investissement français PAI Partners et le groupe agroalimentaire suisse Nestlé conviennent de créer Froneri, une co-entreprise regroupant les activités de R&R Ice Cream et de Nestlé dans le domaine des glaces en Europe et dans d'autres pays. 
En 2019, Froneri annonce son expansion sur le marché nord-américain et rachète l’activité glaces de Nestlé USA pour 4 milliards de dollars qui comprend des marques telles que Dreyer's, Häagen-Dazs et Drumstick. L'acquisition a été finalisée au premier trimestre 2020. 

## Implantations
Le groupe Froneri est implanté dans une vingtaine de pays à la suite de divers rachats.
En France, trois usines sont présentes, à Plouédern, Dangé-Saint-Romain et Vayres. L’usine historique Nestlé, à Beauvais, ferme ses portes en 2018.

## Marques
- Nestlé (Extrême, Pirulo, La laitière...)
- Pilpa
- Oasis (avec une gamme de glaces biologique[16])
- Nuii
- Licence Mondelez